# هيلوبيتس
هيلوبيتس(اليونانية: χυλοπίτες [çiˈlopites]) هي معكرونة يونانية تقليدية مصنوعة من الدقيق والبيض والحليب والملح. تأخذ شكل مربعات صغيرة أو في بعض المناطق شرائح رفيعة تشبه الفيتوتشيني الإيطالي. 
تُصنع المعكرونة تقليديًا عن طريق دحرجة العجين على ورقة رقيقة، ورشها بالدقيق، والتقطيع إلى شرائح مرتين: أولاً إلى شرائح رقيقة مثل الفيتوتشيني، ثم مرة أخرى إلى مربعات صغيرة. في حين أن الهيلوبيتس المنتجة تجاريًا تكون عمومًا حوالي 1 سم 2 (0.16 بوصة 2)، غالبًا ما تكون الهيلوبيتس التقليدية محلية الصنع أكبر بكثير.

بعض الأطباق الشائعة المصنوعة من الهيلوبيتس هي حساء الدجاج مع المعكرونة أو الدجاج المشوي مع الصلصة الحمراء أو طبق المعكرونة المسلوقة البسيط بالزيت والجبن.